# Cueva del Esquilléu
La cueva del Esquilléu se encuentra a 350 metros sobre el nivel del mar, situado dentro del desfiladero de la Hermida, un complejo calizo a 40 kilómetros de la costa.

## Situación de la cueva
Gracias a un trabajo conjunto entre la Universidad Autónoma de Madrid y la Consejería de Cultura y Deporte de Cantabria, la cueva fue sondeada entre los años 1997 y 2006. Durante las excavaciones que se llevó a cabo durante este periodo, fueron las que quedaron a cargo del Doctor Javier Baena encontraron un gran número de restos materiales neandertales, aunque el doctor afirma que en Cantabria queda mucho que investigar en relación el Paleolítico Superior por lo que es más difícil contextualizar adecuadamente que poseyendo una cantidad alta de información sobre la época, pese a ello, trató de contextualizar en la medida de lo posible la cueva del Esquilléu.
Los restos encontrados por el Doctor Javier Baena y su equipo se encuentran distribuidos a lo largo de 35 niveles datados entre el 51000 y el 34000 Antes del Presente en algunas zonas, lo que nos permite situarlo entre el Paleolítico Medio y Superior, estando así completamente dentro del espectro que cubre la tecnología Musteriense.
La cueva presenta el problema de que debe ser excavada sobre 14m² por lo que resulta difícil y costoso, sin embargo, la Diputación de Cantabria financia las excavaciones con el proyecto Ecología y Subsistencia de las Primeras Poblaciones Neandertales en el Centro de la Región Cantábrica que ha permitido también comenzar y ampliar yacimientos cercanos permitiendo ampliar el contexto necesario para la investigación.

## Estratigrafía
- Zona A: Es anterior al 49.000 a.C., se caracteriza por una escasez en cuanto a especies arbóreas y herbáceas, durante esta época la cueva que había sido formada por gelifracción.
- Zona B: Capas 1-11. En las primeras capas se encuentran restos de ocupación humana bien conservados. Los humanos habitaron en esa época de forma leve. Esta zona fue ocupada entre el 49.000 a.C. y el 38.000 a.C., en esta época se encuentra una gran cantidad de pino y una escasez de polen probablemente debida a la presencia humana.
- Entre las capas 4 y 5 la mayoría de la ocupación parece corresponder a carnívoros y humanos con tecnología discoide. Entre la 6 y la 11 fueron encontrados más restos de ocupación humana y tecnología Quina.
- Zona C: Capas 12-30. Durante los años 37.000 a.C. y 32.000 a.C., en estas capas se encuentra un área central de ocupación humana con unos materiales elaborados con sílex. Aumentó la cantidad de vegetación y aparecieron especies templadas como el avellano.
- Entre las capas 12 y 14 se encuentra una ocupación humana intensa con tecnología Quina. Entre las capas 15 y 30 se encuentran restos de fuegos y tecnología Levallois, Discoide y Quina.
- Zona D: Capas 31-41. Durante los años 32.000 a.C. y 10.000 a.C., parece ser que se produjo un descenso de la temperatura y un aumento de la humedad, no hay ningún indicio humano destacable.[2][4]

## Análisis del poblamiento y evolución climática
Los análisis de los restos muestran un poblamiento mayoritariamente humano, salvo en los primeros niveles que parece ser que estuvieron más ocupados por diversos carnívoros, observando la ocupación de la cueva a través de los niveles, es apreciable que la ocupación se produjo en los niveles más bajos y que progresivamente el yacimiento comenzó a ser ocupado con cada vez menor intensidad.
La disminución de la ocupación en la cueva pudo deberse a una mejora de las temperaturas, aunque la cueva fue ocupada con bastante intensidad en los niveles VI a XI, y a partir de ahí la ocupación disminuyó considerablemente. Pero según los datos de temperatura no parece probable que se encontrasen en un periodo de bonanza climática, por lo que, si abandonaron la cueva, esto tuvo que deberse a otras razones, ya que esto no parece que afectase en demasía a los carnívoros de la zona, que la poblaron y llenaron de restos tras la marcha de los humanos.
De todos modos, la mayor parte de la ocupación humana se llevó a cabo durante un periodo templado y la alteración en el clima, aunque no afectase a los humanos en demasía de forma directa, si pudo hacerlo sobre las especies que habitaban el lugar.
Para tener presente la evolución climática de la cueva del Esquilléu debemos recurrir a Terreros, pues detalla la evolución de la vegetación capa por capa, aportando así una información de tremenda relevancia. El resumen podría ser que la vegetación sufre dos ciclos: Partiendo de una base de riqueza arbórea, un recrudecimiento en las condiciones climáticas provocó una disminución en la cantidad y variedad de especies que se encontraban en la zona, tras una recuperación, el ciclo volvió a repetirse, disminuyendo primero la cantidad y variedad de especies para posteriormente recuperarse.
Aun así, se han encontrado restos de ciervo en el yacimiento como parte de la dieta de los humanos en la zona, pese a ello, no parece que estos se encuentren en suficiente cantidad como para poder alimentarse únicamente de ellos, y, además, la mayor parte de animales que se han encontrado han sido micromamíferos como el Pliomys lenki, es destacable que no se hayan encontrado ciclos estacionales con respecto a las aves que son características del lugar.
Respecto a la fiabilidad de los datos hay que decir que los huesos en la zona se encuentran en un buen estado de conservación encontrando apenas un 10% de restos en mal estado.

## Tecnología
En la cueva del Esquilléu se desarrolló principalmente la cultura Musteriense, lo que viene a traducirse en una gran cantidad de tipologías distintas, pues el musteriense dista mucho de ser homogéneo ya que se contemplan desde instrumentos y formas de fabricación más modernas con las tradicionales. Los objetos encontrados tienen formas discoides, levallois, quina y en ocasiones laminares. Parece ser también, que en la cueva del Esquilléu se estravesaron diferentes culturas que fabricaron objetos con su propio estilo.
A la hora de calentarse, los neandertales que habitaron entre 53.000 y 30.000 años atrás utilizaron hogueras en las que se encontraron diversos huesos que según el experimento de José Yravedra y Paloma Uzquiano pudieron ser utilizados como combustible evidenciando así la capacidad de adaptación a los recursos brindados por el entorno de las sociedades prehistóricas.
La industria del Esquilléu muestra en el nivel 6 una tendencia a explotar en series verticales superficies lisas o corticales.